# Krešimir Švigir
Krešimir Švigir (* 20. Dezember 1979 in Zagreb, Jugoslawien) ist ein ehemaliger kroatischer Eishockeyspieler, der seine gesamte Karriere beim KHL Medveščak Zagreb verbrachte.

## Karriere
Krešimir Švigir begann seine Karriere als Eishockeyspieler in seiner Heimatstadt in der Nachwuchsabteilung des KHL Medveščak Zagreb, für den er in der Saison 1995/96 sein Debüt in der kroatischen Eishockeyliga gab. Von 2000 bis 2007 nahm der Center parallel für Medveščak am Spielbetrieb der Interliga teil sowie von 2007 bis 2009 in der slowenischen Eishockeyliga. In der Saison 2009/10 spielte er parallel zum Spielbetrieb der kroatischen Eishockeyliga in der neu gegründeten Slohokej Liga und in der Saison 2010/11 in dieser für das Team Zagreb, das Gemeinschaftsprojekt der Zagreber Spitzenvereine.  
Mit dem KHL Medveščak Zagreb gewann er 14 Mal den kroatischen Meistertitel, bevor er 2011 seine aktive Laufbahn beendete.

### International
Für Kroatien nahm Švigir im Juniorenbereich an den U18-Junioren-C-Europameisterschaften 1995 und 1996 sowie den U20-Junioren-C-Weltmeisterschaften 1997 und 1999 teil. Im Seniorenbereich stand er im Aufgebot seines Landes bei den C-Weltmeisterschaften 1999, 2000 und nach Umstellung auf das heutige Divisionensystem bei den Weltmeisterschaften der Division I 2004, 2005, 2007 und 2011 sowie der Division II 2001, 2002, 2003, 2006, 2008 und 2009. Bei der Weltmeisterschaft 2011 war er erstmals Assistenzkapitän Kroatiens. Zudem vertrat er seine Farben beim Qualifikationsturnier für die Olympischen Winterspiele in Turin 2006.

## Erfolge und Auszeichnungen
| - 1997 Kroatischer Meister mit dem KHL Medveščak Zagreb - 1998 Kroatischer Meister mit dem KHL Medveščak Zagreb - 1999 Kroatischer Meister mit dem KHL Medveščak Zagreb - 2000 Kroatischer Meister mit dem KHL Medveščak Zagreb - 2001 Kroatischer Meister mit dem KHL Medveščak Zagreb - 2002 Kroatischer Meister mit dem KHL Medveščak Zagreb - 2003 Kroatischer Meister mit dem KHL Medveščak Zagreb | - 2004 Kroatischer Meister mit dem KHL Medveščak Zagreb - 2005 Kroatischer Meister mit dem KHL Medveščak Zagreb - 2006 Kroatischer Meister mit dem KHL Medveščak Zagreb - 2007 Kroatischer Meister mit dem KHL Medveščak Zagreb - 2009 Kroatischer Meister mit dem KHL Medveščak Zagreb - 2010 Kroatischer Meister mit dem KHL Medveščak Zagreb - 2011 Kroatischer Meister mit dem KHL Medveščak Zagreb |

### International
- 2000 Aufstieg in die B-Weltmeisterschaft bei der C-Weltmeisterschaft
- 2005 Aufstieg in die Division I bei der Weltmeisterschaft der Division II, Gruppe A
- 2007 Aufstieg in die Division I bei der Weltmeisterschaft der Division II, Gruppe A